# Franco Bettoli
Pour les articles homonymes, voir Bettoli.
Franco Bettoli (né le 3 janvier 1943 à Faenza, Italie et mort le 4 avril 2008 , à Forlì, en Italie) est le fondateur de la communauté Emmaüs de Ponticino prov.Arezzo (Italie), et le président d'Emmaüs International de 1988 à 1999.

## Débuts de Franco Bettoli à Emmaüs
Franco Bettoli rejoint le Mouvement Emmaüs en 1967, en participant à des camps de jeunes organisés par des communautés Emmaüs en France. En 1972, il crée la communauté Emmaüs de Ponticino prov.Arezzo, en Italie, à 50 km au sud-est de Florence.

## Présidence d'Emmaüs International
Il est élu président d'Emmaüs International en 1988 lors de l'assemblée générale de Vérone. C'est sous son influence que le mouvement Emmaüs prend une véritable dimension politique d'interpellation : par exemple, une lettre au FMI est rédigée lors de l'assemblée générale de Vérone. 
Il reste président d'Emmaüs International jusqu'en 1999, où il est remplacé par un autre italien, Renzo Fior, lors de l'assemblée général réunie à Orléans (France).